# Gulbröstad flatnäbb
Gulbröstad flatnäbb (Tolmomyias flaviventris) är en fågel i familjen tyranner inom ordningen tättingar.

## Utseende och läte
Gulbröstad flatnäbb är en liten olivgul tyrann. Särskiljande karaktärer är gult på strupe och bröst, orangefärgat ansikte, breda vingband och en mycket bred näbb. Arten liknar olivmaskad flatnäbb, men är mer bjärt färgad i ansiktet och vingbanden är tydligare. Lätena skiljer sig också, en genomträngande vissling som avges enstaka eller i en långsam serie. Även väl åtskilda raspiga ljud kan höras. 

## Utbredning och systematik
Gulbröstad flatnäbb förekommer från Panama till norra Brasilien. Den delas in i sex underarter med följande utbredning:
- Tolmomyias flaviventris flaviventris – förekommer i östra Brasilien
- Tolmomyias flaviventris aurulentus – förekommer från östra Panama, norra och östra Colombia samt norra och centrala Venezuela genom Guyanaregionen till nordöstra Brasilien; även Trinidad
- Tolmomyias flaviventris dissors – förekommer i sydvästra Venezuela och nordöstra Brasilien

### Familjetillhörighet
Arten placeras traditionellt i familjen tyranner. DNA-studier visar dock att Tyrannidae består av fem klader som skildes åt redan under oligocen, pekar på att de skildes åt redan under oligocen, varför vissa auktoriteter behandlar dem som egna familjer. Gulbröstad flatnäbb med släktingar placeras då i Pipromorphidae.

## Levnadssätt
Gulbröstad flatnäbb hittas i ungskog och öppet skogslandskap. Den undviker vanligen det inre av högvuxen skog.

## Status
Arten har ett stort utbredningsområde och beståndet anses vara stabilt. Internationella naturvårdsunionen IUCN listar den därför som livskraftig (LC).